# Lymantria lacteipennis
Lymantria lacteipennis är en fjärilsart som beskrevs av Collenette 1933. Lymantria lacteipennis ingår i släktet Lymantria och familjen tofsspinnare. Inga underarter finns listade i Catalogue of Life.